# مايك هورن
مايك هورن (بالإنجليزية: Mike Horn)‏ (ولد 16 يوليو 1966 في جوهانسبرغ في (جنوب أفريقيا) هو مُستكشف ومغامر سويسري وجنوب أفريقي، الثقافة الأفريكانية، الذين يعيشون في سويسرا. والدته هي معلمة في الاقتصاد والده يعلم الرياضة.

## الدورات والبعثات
من 1984 إلى عام 1986، مايك هورن هو ملازم في القوات الخاصة في جنوب أفريقيا. وبالعودة إلى الحياة المدنية، وحصل على شهادة البكالوريوس في العلوم من حركة الإنسان في جامعة ستيلينبوش. ثم عمل في استيراد وتصدير الفواكه والخضروات.
في عام 1990 غادر جنوب أفريقيا التي لا تزال في الوقت تحت الحصار. وبعد وقت ممكن وتجها إلى سويسرا وبريطانيا وإسرائيل، وقال أنه غادر بلاده من أجل سويسرا بدون تصاريح عمل. هذا هو في زيوريخ قضى الأشهر الأولى من عمله في سويسرا حيث كان على قيد الحياة وظائف صغيرة متعددة. كما أنه يصيب الرياضات المائية: تجمع، التجديف... ثم انتقل إلى شاتو d'Œx المكان وظيفته الأولى الحقيقية هي لإدارة بيوت الشباب.هناك هناك اجتماعا كاثي (2 مايو 1963 - 19 فبراير 2015) التي أصبحت زوجته بينما كان دليلا لتجمع الشركة. لديهم طفلان، أنيكا وجيسيكا. كاثي يصبح ذراعه الأيمن وتنسيق شحنات المعنية في مجال الخدمات اللوجستية والإمدادات والاتصالات. 
في عام 1995، مايك هورن إنشاء مركز للرياضات المائية في «لا حدود» في سويسرا في ذلك الوقت، وقال أنه يحصل على الرقم القياسي العالمي أسفل أعلى شلال (22 م) مع الكهرمائية على نهر باكواري في كوستاريكا.
في عام 1997 قام بأول رحلته العظيمة، نزول الأمازون المائية. فقط في عام ونصف العام، وقال أنه سوف تواجه كل أنواع المغامرات. فكرة وكالة الرياح ميك رينيه أنه بدأ خط العرض صفر: في جولة حول العالم من خط الاستواء، والدراجات والقوارب 40000 كم سيسافر من يونيو 1999 إلى أكتوبر 2000 سيرا على الأقدام. 
في عام 2002، بدأ الدوران حول الكرة الأرضية في الدائرة القطبية الشمالية.في رحلة استكشافية أولية (القطب الشمالي) لإعداده للبعثة، اضطر للانسحاب بسبب قضمة الصقيع إلى اليدين. لكنه تمكن أخيرا حملته الرئيسية في جميع أنحاء العالم بعد الدائرة القطبية الشمالية على الأقدام، الدراجات، التجديف، المراكب الشراعية، التزلج على الجليد وتزلج سحبها من قبل الطائرات الورقية، 21 أكتوبر 2004. هذه الحملة من 808 يوما، أدى في الفيلم، Arktos: رحلة داخلية من مايك هورن، وجهت والمنتجة من قبل رافاييل بلان. وهو حاصل في تلك المناسبة الرقم القياسي لعبور غرينلاند في 15 يوما فقط.
خلال فصل الشتاء من عام 2006، صديقه بورغ الخيار لرحلة جديدة إلى القطب الشمالي لديهم شهرين لجعل هذه الرحلة من 1000 كم، بالكامل تقريبا في الظلام على التحرك الصفائح الجليدية، ودون أي إمكانية للتزود بالوقود أو في حالات الطوارئ.
ينفذ في تلك المناسبة 2008 رحلة جديدة تسمى بانجيا اسمه له 35 مترا قارب في بنيت في فافيلا في ساو باولو، البرازيل. هذه هي جولة حول العالم من خلال خمس قارات، ودائما من دون وسائل النقل الآلية.  في عام 2009 ودعا الشباب للانضمام مايك هورن خلال مراحل مختلفة من رحلته. اثني عشر شابا من كل مرافقة القارة لمدة 10 إلى 12 يومًا، مع رسالة البيئية. بدأت الحملة يوم 18 أكتوبر عام 2008، وانتهت في 13 ديسمبر 2012، بعد 4 سنوات من الشحن.
كاثي هو اللحاق سرطان الثدي 19 فبراير 2015، بعد 7 سنوات من النضال ضد هذا المرض. النضال العام ضد هذا المرض. 
في عام 2015، ثم في عام 2016، استضاف المعرض M6 الجزيرة، وحدها في العالم، حيث يدرس المرشحين في تلك المناسبة البقاء على قيد الحياة في بيئات معادية. 

## الإنجازات الرئيسية
- 2014: صعود ماكالو (8463 م) في جبال الهيمالايا
- 2008-2012: بانجيا البعثة في جميع أنحاء العالم لمدة أربع سنوات.
- 2006: القطب الشمالي في الليل مع بورغ.
- 2005: شمال كندا مع زوجته وابنتيه خلال العطلة الصيفية.
- 2002-2004: Arktos، في جميع أنحاء العالم بعد الدائرة القطبية الشمالية.
- 1999-2001: خط العرض صفر، في جميع أنحاء الأرض على طول الخط من الاكوادور.
- 1997: نزول الأمازون الكهرومائية دون مساعدة.
- 1995 سجل من سلسلة انحدار العالم الكهرومائية.
- 1991 القفز بالمظلات شحن في جبال الأنديز في بيرو.